# Intervalle neutre

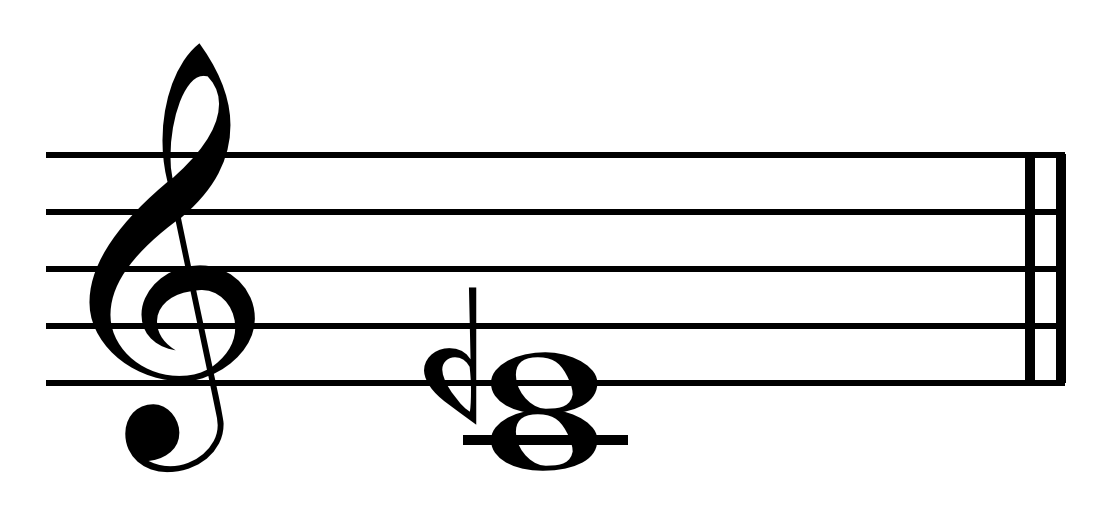
Une tierce neutre en partant de do.

En théorie musicale, un intervalle neutre est un intervalle situé entre majeur et mineur. Par exemple, en tempérament égal, une tierce mineure fait 300 cents, une tierce majeure 400 cents et une tierce neutre fait 350 cents, en ayant recours pour cela à un quart de ton. On retrouve les intervalles neutres dans des musiques non-occidentales, comme dans la musique afghane, persane ou arabe.
Ils sont appelés neutres, car « l'oreille européenne (occidentale) ne sait pas comment les interpréter », ne correspondant pas aux intervalles de la gamme diatonique.